# Nick Glennie-Smith
Nick Glennie-Smith (Londen, 3 oktober 1951) is een Brits filmcomponist en dirigent.

## Loopbaan
Glennie-Smith begon zijn muziekcarrière als sessiemuzikant. Hij was samen met Hans Zimmer musicus op de albums "High Energy" van  Evelyn Thomas en "Close to Perfection" van Miquel Brown. Hij verhuisde samen met Zimmer naar Los Angeles, waar hij filmmuziek ging componeren. Meestal produceert hij filmmuziek in de muziekstudio Remote Control Productions van Zimmer. Zijn bekendste soundtracks die hij componeerde zijn The Man in the Iron Mask, We Were Soldiers en samen met Zimmer The Rock. In 2005 won hij, samen met Zimmer, de Prijs van de Duitse Filmkritiek in de categorie "beste filmmuziek" met Der kleine Eisbär 2 – Die geheimnisvolle Insel.
Hij is naast het componeren actief als dirigent voor andere filmcomponisten van vele succesvolle films zoals alle films van Transformers van Michael Bay, de derde, vierde en vijfde film van Pirates of the Caribbean, de DC superheldenfilms Man of Steel, Batman v Superman: Dawn of Justice en Aquaman, de Marvel superheldenfilms The Amazing Spider-Man 2, Deadpool en X-Men: Dark Phoenix en de animatiefilms Despicable Me 2, Minions en Despicable Me 3.

## Albums
- 2018: Les musiques de Puy du Fou (met Carlos Núñez en Nathan Stornetta)

## Filmografie
| Jaar | Titel                                          | Opmerkingen          |
| ---- | ---------------------------------------------- | -------------------- |
| 1996 | Two If by Sea                                  | met Paddy Molony     |
| 1996 | The Rock                                       | met Hans Zimmer      |
| 1997 | Fire Down Below                                |                      |
| 1997 | Home Alone 3                                   |                      |
| 1998 | The Man in the Iron Mask                       |                      |
| 1998 | The Lion King II: Simba's Pride                | video                |
| 2000 | Highlander: Endgame                            | met Stephen Graziano |
| 2002 | We Were Soldiers                               |                      |
| 2004 | Ella Enchanted                                 |                      |
| 2004 | Lauras Stern                                   | met Hans Zimmer      |
| 2005 | A Sound of Thunder                             |                      |
| 2005 | Der kleine Eisbär 2 - Die geheimnisvolle Insel | met Hans Zimmer      |
| 2006 | Szabadság, Szerelem                            |                      |
| 2010 | Secretariat                                    |                      |
| 2013 | A Belfast Story                                | met Mac Quayle       |
| 2014 | Heaven Is for Real                             |                      |

## Overige producties

### Televisiefilms
| Jaar | Titel          | Opmerkingen |
| ---- | -------------- | ----------- |
| 1998 | Max Q          |             |
| 2001 | Attila the Hun |             |

### Additionele muziek
Als componist heeft hij een kleine bijdrage gecomponeerd voor andere componisten op filmmuziek projecten.
| Jaar | Titel                                                  | Opmerkingen                      |
| ---- | ------------------------------------------------------ | -------------------------------- |
| 1991 | K2                                                     | voor Hans Zimmer                 |
| 1993 | Point of No Return                                     | voor Hans Zimmer                 |
| 1993 | Cool Runnings                                          | voor Hans Zimmer                 |
| 1994 | Drop Zone                                              | voor Hans Zimmer                 |
| 1995 | Bad Boys                                               | voor Mark Mancina                |
| 1996 | The Preacher's Wife                                    | voor Hans Zimmer                 |
| 2003 | Pirates of the Caribbean: The Curse of the Black Pearl | voor Klaus Badelt en Hans Zimmer |
| 2004 | King Arthur                                            | voor Hans Zimmer                 |
| 2006 | The Da Vinci Code                                      | voor Hans Zimmer                 |
| 2006 | Pirates of the Caribbean: Dead Man's Chest             | voor Hans Zimmer                 |
| 2007 | Pirates of the Caribbean: At World's End               | voor Hans Zimmer                 |

### Dirigent
Bijna al zijn werk heeft hij ook zelf gedirigeerd. Ook heeft hij een aantal filmmuziek projecten van andere componisten gedirigeerd:
| Jaar                                             | Titel                                       | Opmerkingen                                 |
| ------------------------------------------------ | ------------------------------------------- | ------------------------------------------- |
| 1994                                             | The Lion King                               | voor Hans Zimmer                            |
| 1995                                             | Crimson Tide                                | voor Hans Zimmer                            |
| 1997                                             | Con Air                                     | voor Mark Mancina en Trevor Rabin           |
| 2000                                             | The Tigger Movie                            | voor Harry Gregson-Williams                 |
| 2004                                             | King Arthur                                 | voor Hans Zimmer                            |
| 2004                                             | Tunderbirds                                 | voor Ramin Djawadi en Hans Zimmer           |
| 2004                                             | Shark Tale                                  | voor Hans Zimmer                            |
| 2007                                             | Pirates of the Caribbean: At World's End    | voor Hans Zimmer                            |
| 2007                                             | Transformers                                | voor Steve Jablonsky                        |
| 2007                                             | License to Wed                              | voor Christophe Beck                        |
| 2007                                             | The Simpsons Movie                          | voor Hans Zimmer                            |
| 2008                                             | Kleiner Dodo                                | voor Henning Lohner                         |
| 2008                                             | Vantage Point                               | voor Atli Örvarsson                         |
| 2008                                             | The Forbidden Kingdom                       | voor David Buckley                          |
| 2008                                             | Beverly Hills Chihuahua                     | voor Heitor Pereira                         |
| 2009                                             | Angels and Demons                           | voor Hans Zimmer                            |
| 2009                                             | Transformers: Revenge of the Fallen         | voor Steve Jablonsky                        |
| 2009                                             | Surrogates                                  | voor Richard Marvin                         |
| 2009                                             | It's Complicated                            | voor Hans Zimmer en Heitor Pereira          |
| 2010                                             | A Nightmare on Elm Street                   | voor Steve Jablonsky                        |
| 2010                                             | You Again                                   | voor Nathan Wang                            |
| 2010                                             | How Do You Know                             | voor Hans Zimmer                            |
| 2011                                             | Rango                                       | voor Hans Zimmer                            |
| 2011                                             | Winnie the Pooh                             | voor Henry Jackman                          |
| 2011                                             | Your Highness                               | voor Steve Jablonsky                        |
| 2011                                             | Pirates of the Caribbean: On Stranger Tides | voor Hans Zimmer                            |
| 2011                                             | X-Men: First Class                          | voor Henry Jackman                          |
| 2011                                             | Transformers: Dark of the Moon              | voor Steve Jablonsky                        |
| 2011                                             | The Smurfs                                  | voor Heitor Pereira                         |
| 2012                                             | Battleship                                  | voor Steve Jablonsky                        |
| 2012                                             | Savages                                     | voor Adam Peters                            |
| 2012                                             | Wreck-It Ralph                              | voor Henry Jackman                          |
| 2013                                             | Gangster Squad                              | voor Steve Jablonsky                        |
| 2013                                             | G.I. Joe: Retaliation                       | voor Henry Jackman                          |
| 2013                                             | This Is the End                             | voor Henry Jackman                          |
| 2013                                             | Man of Steel                                | voor Hans Zimmer                            |
| 2013                                             | Despicable Me 2                             | voor Heitor Pereira en Pharrell Williams    |
| 2013                                             | The Lone Ranger                             | voor Hans Zimmer                            |
| 2013                                             | Pacific Rim                                 | voor Ramin Djawadi                          |
| 2013                                             | This Is the End                             | voor Henry Jackman                          |
| 2013                                             | Kick-Ass 2                                  | voor Henry Jackman en Matthew Margeson      |
| 2013                                             | Captain Phillips                            | voor Henry Jackman                          |
| 2014                                             | Winter's Tale                               | voor Hans Zimmer en Rupert Gregson-Williams |
| 2014                                             | 300: Rise of an Empire                      | voor Junkie XL                              |
| 2014                                             | The Amazing Spider-Man 2                    | voor Hans Zimmer en The Magnificent Six     |
| 2014                                             | Million Dollar Arm                          | voor A.R. Rahman                            |
| 2014                                             | Transformers: Age of Extinction             | voor Steve Jablonsky                        |
| 2014                                             | Big Hero 6                                  | voor Henry Jackman                          |
| 2014                                             | The Interview                               | voor Henry Jackman                          |
| 2015                                             | Run All Night                               | voor Junkie XL                              |
| 2015                                             | Minions                                     | voor Heitor Pereira                         |
| 2015                                             | Pixels                                      | voor Henry Jackman                          |
| 2015                                             | Le Petit Prince                             | voor Hans Zimmer en Richard Harvey          |
| 2015                                             | Black Mass                                  | voor Junkie XL                              |
| 2916                                             | Deadpool                                    | voor Junkie XL                              |
| 2916                                             | Batman v Superman: Dawn of Justice          | voor Hans Zimmer en Junkie XL               |
| 2017                                             | Sandy Wexler                                | voor Rupert Gregson-Williams                |
| Pirates of the Caribbean: Dead Men Tell No Tales | voor Geoff Zanelli                          |                                             |
| Despicable Me 3                                  | voor Heitor Pereira en Pharrell Williams    |                                             |
| Transformers: The Last Knight                    | voor Steve Jablonsky                        |                                             |
| Geostorm                                         | voor Lorne Balfe                            |                                             |
| Jumanji: Welcome to the Jungle                   | voor Henry Jackman                          |                                             |
| 2018                                             | Smallfoot                                   | voor Heitor Pereira                         |
| 2018                                             | Goosebumps 2: Haunted Halloween             | voor Dominic Lewis                          |
| 2018                                             | Ralph Breaks the Internet                   | voor Henry Jackman                          |
| 2018                                             | Aquaman                                     | voor Rupert Gregson-Williams                |
| 2019                                             | X-Men: Dark Phoenix                         | voor Hans Zimmer                            |
| 2019                                             | The Lion King                               | voor Hans Zimmer                            |
| 2019                                             | Maleficent: Mistress of Evil                | voor Geoff Zanelli                          |
| 2019                                             | Jumanji: The Next Level                     | voor Henry Jackman                          |
| 2020                                             | Bad Boys for Life                           | voor Lorne Balfe                            |
| 2020                                             | Bloodshot                                   | voor Steve Jablonsky                        |
| 2021                                             | The Tomorrow War                            | voor Lorne Balfe                            |
| 2022                                             | Bullet Train                                | voor Dominic Lewis                          |
| 2022                                             | The Son                                     | voor Hans Zimmer                            |
| 2022                                             | Violent Night                               | voor Dominic Lewis                          |
| 2022                                             | Strange World                               | voor Henry Jackman                          |